# Srpen 2011
1. srpna – pondělí
- Čeští fotbalisté do 19 let získali na mistrovství Evropy stříbrné medaile. Ve finále podlehli Španělsku 2:3 po prodloužení.[1]
- Vysočina změnila název na „Kraj Vysočina“.[2]
- Ve věku 87 let zemřela česká operní pěvkyně-sopranistka Milada Šubrtová.[3]
- Americká Sněmovna reprezentantů schválila navýšení dluhového stropu Spojených států. Návrh podpořilo 269 poslanců, proti se vyslovilo 161 zákonodárců.[4]

2. srpna – úterý
- Největší evropská banka HSBC oznámila, že v příštích třech letech najme 15 000 zaměstnanců na rostoucích trzích v Asii a v Latinské Americe. Banka má v plánu zrušit své maloobchodní bankovnictví v Polsku a Rusku a do roku 2013 propustit 30 000 svých zaměstnanců v Evropě a USA.[5]
- Americká vláda předložila návrh zákona omezujícího prodej umělých hnojiv na bázi dusičnanu amonného. Z nich lze snadno vyrobit poměrně účinnou výbušninu. Právě takovou bombu použil Nor Breivik během svých útoků v Norsku.[6]
- Kubánské národní shromáždění v noci na úterý schválilo plán ekonomických reforem.[7]
- Švýcarský strojírenský koncern ABB obdržel zakázku za miliardu dolarů na napojení větrných elektráren ze Severního moře na německou energetickou síť. Spojení bude schopné zásobovat energií přes 1,5 miliónu domácností proudem a bude v provozu od roku 2015.[8]
- Ruský premiér Vladimir Putin, v debatě s představiteli prokremelského mládežnického hnutí, připustil možnost spojení Ruska a Běloruska v jeden stát. Současně v souvislosti se současnými problémy Spojených států s vysokým zadlužením obvinil Washington, že žije nad své možnosti „jako parazit“ na globální ekonomice.[9]
- Rusko v červenci vytěžilo 10,26 miliónu barelů ropy denně (v červnu to bylo 10,2 miliónu barelů denně). Tím překonalo svůj rekord letošního z května. Nárůst produkce zaznamenala Saúdská Arábie, která vytěžila 9,8 miliónu barelů denně, což je nárůst o zhruba 900 000 barelů ropy denně.[8]
- Americký senát schválil zvýšení dluhového limitu Spojených států amerických. Pro bylo 74 ze 100 senátorů.[10]
- V Severní Koreji byla zahájena přehlídka hromadného synchronizovaného tance a gymnastiky Arirang pořádaná k oslavě vůdců zdejšího režimu. Přehlídky se má podle jejích organizátorů zúčastnit až 100 000 lidí.[11]
- Ruský ministr vnitra Rašid Nurgalijev vyzval k omezení internetu, aby se prý zabránilo odklonu mladých lidí od tradičních ruských kulturních hodnot. Jeho slova vyvolala obavy že státní moc chce kontrolovat ruské webové stránky, podobně jako to dělá Čína. Ruský prezident Medveděv však vyloučil drakonickou kontrolu, když navrhl diskusi o tom, jak si na internetu poradit s tak jasným kriminálním obsahem, jako je dětská pornografie.[12]

3. srpna – středa
- Ve věku 71 let zemřel sportovní komentátor Robert Bakalář.[13]
- Ve věku 44 let byla zavražděna česká spisovatelka Simona Monyová.[14]
- Ve věku 66 let zemřel americký sportovec a herec Bubba Smith.[15]
- Fitma McAfee odhalila, že Spojené státy a Organizace spojených národů se staly terčem rozsáhlého několikaletého kybernetického útoku. Cílem kyberútoků se stalo 72 organizací. Sídla více než poloviny napadených společností se nacházejí na území Spojených států. Analytici věří, že za útoky stojí Čína.[16][nedostupný zdroj]
- V Káhiře začal proces s bývalým egyptským prezidentem Husním Mubarakem.[17][nedostupný zdroj]
- Jižní Korea nabídla Severní Koreji humanitární pomoc ve výši 4,8 milionu dolarů, která má zemi pomoci vypořádat se s následky rozsáhlých záplav.[18]

4. srpna – čtvrtek
- Agentura Moody's Investors Service potvrdila rating České republiky na stupni A1 se stabilním výhledem.[19][nedostupný zdroj]
- Rada bezpečnosti OSN odsoudila vojenský zásah Sýrie vůči protivládním demonstrantům. Stalo se tak po zásahu desítek tanků v Hamá, kterým syrský režim ztratil podporu Ruska, které jako jediné bránilo jejímu odsouzení. Přesto však Rusko žádalo odsouzení obou stran.[20]
- Norsko ukončilo svoji účast na vzdušných akcích NATO v Libyi. Důvodem byly spory ve vládě ohledně delší účasti na zásahu v Libyi.[21]
- Ruský list Vědomosti informoval, že ruské ministerstvo obrany se chystá uzavřít na nadcházející moskevské letecké výstavě MAKS tři velké kontrakty na dodávku nových letounů v celkové hodnotě tří miliard dolarů.[22][nedostupný zdroj]
- Ruští a američtí klimatologové uvedli, že tání arktického ledu pokročilo rekordním tempem a lodní cesty mezi Asií a západem napříč Severním ledovým oceánem se stávají reálnou alternativou námořní dopravy. Otevření severovýchodní cesty by znamenalo významné zkrácení plavebních tras. Této možnosti chce využít hlavně Rusko, jež si slibuje, že od dopravců vybere daně a poplatky a může jim navíc půjčit své ledoborce, z nichž některé mají jaderný pohon.[23]

5. srpna – pátek
- Ve věku 57 let zřejmě spáchal sebevraždu polský politik Andrzej Lepper.[24]
- Ratingová agentura Standard & Poor's snížila rating USA z nejvyšší hodnoty AAA na AA+ s negativním výhledem. Spojené státy přišly o nejvyšší rating poprvé ve své historii.[25][nedostupný zdroj]
- Ukrajinský soud nařídil umístit bývalou premiérku Juliji Tymošenkovou do vazby. Soud tak vyhověl žádosti žalobce kvůli systematickému narušování soudního líčení ze strany obžalované. Uvěznění Tymošenkové vyvolal negativní reakce hlavně ve Francii a Polsku.[26][27][nedostupný zdroj]

6. srpna – sobota
- Během operace proti vzbouřencům v Afghánistánu sestřelili bojovníci Tálibánu transportní vrtulník CH-47 Chinook. Při akci padlo 31 amerických vojáků speciálních sil a osm afghánských bojovníků. Jde o největší ztráty aliance při jednotlivé akci od zahájení války v roce 2001.[28]
- Radikální islamistické milice Šabáb se stáhly z Mogadiša, hlavního somálského města.[29][nedostupný zdroj]

7. srpna – neděle
- Ve věku 99 let zemřel v Kanadě žijící český hudebník Jiří Traxler.[30]
- Více než 70 webů policejních orgánů v USA bylo napadeno hackerskou skupinou Anonymous, která tak odcizila asi deset gigabytů dat. Akce je odvetou za zatčení stoupenců Anonymous v USA a Velké Británii.[31]
- Asi 300 000 lidí demonstrovalo v Izraeli za sociální spravedlnost. Požadují, aby vláda přijala reformy, které sníží náklady na živobytí.[32]

8. srpna – pondělí
- Zástupci skupiny zemí G20 na mimořádné telefonní konferenci potvrdili závazek přijmout všechny nezbytné iniciativy a koordinovaným způsobem podpořit finanční stabilitu a podporovat silnější hospodářský růst v duchu spolupráce a důvěry.[33][nedostupný zdroj]
- V Londýně znovu propukly násilnosti. Policisté zasahovali v Tottenhamu, Enfieldu, Waltham Forrest a Brixtonu. První násilnosti v Londýně vypukly v sobotu večer po smrti devětadvacetiletého Marka Duggana, který byl ve čtvrtek zastřelen při přestřelce s policisty. Za mřížemi skončilo již 215 lidí.[34]
- Norská ropná společnost Statoil oznámila objev nového významného naleziště ropy v Severním moři u jihonorského Stavangeru.[35]
- Ve věku 83 let zemřela česká herečka Jiřina Švorcová.[36][nedostupný zdroj][37][38]

9. srpna – úterý
- Japonská vláda povolila návrat části obyvatel, kteří byli po březnovém poškození jaderné elektrárny Fukušima evakuováni z jejího okolí.[39][nedostupný zdroj]
- 490 000 lidí bylo evakuováno z východočínských provincií Liao-ning a Šan-tung kvůli tajfunu Muifa.[40][nedostupný zdroj]

10. srpna – středa
- Ve věku 65 let zemřel bývalý český hokejový obránce Oldřich Machač.[41][42][43][44][45]
- Čína otestovala svou první letadlovou loď na moři. Po této zkoušce budou pokračovat technické úpravy lodi.[46]
- Výtržnosti které zasáhly Londýn, se přenesly do Manchesteru, Birminghamu a dalších britských měst. V samotném Londýně se začaly formovat hlídky s cílem bránit město proti výtržníkům.[47][48][nedostupný zdroj]
- 21 ozbrojenců zemřelo při náletech amerického bezpilotního letounu v severozápadním Pákistánu. Jde o největší akci v Pákistánu v uplynulých sedmi dnech.[49][nedostupný zdroj]
- V Praze oficiálně začal festival sexuálních menšin Prague Pride. Akce si získala podporu pražského primátora, což bylo kritizováno mimo jiné i českým prezidentem. Naopak si vysloužila kritiku hlavně ze strany konzervativci.[50]
- Ruská Federální služba pro kontrolu dopravy Rostransnadzor pozastavila provoz všech letadel Antonov An-12. Důvodem byla nehoda jednoho z těchto strojů při níž zahynulo 11 lidí.[51][nedostupný zdroj]

11. srpna – čtvrtek
- Thajsko zrušilo vízovou povinnost pro občany České republiky.[52][nedostupný zdroj]
- Ruský prezident Dmitrij Medveděv se v Soči setkal s ukrajinským prezidentem Viktorem Janukovyčem. Tématem jejich jednání bude cena zemního plynu dodávaného z Ruska na Ukrajinu.[53][nedostupný zdroj]
- Izraelský ministr vnitra Eli Išai schválil výstavbu 1600 nových bytů ve východním Jeruzalémě, který by měl být hlavním městem státu Palestina o jehož vznik usilují tamní Arabové. Ti hrozí, že pokud Izrael nezastaví rozšiřování židovských osad v Palestině a neukončí stavění ve Východní Jeruzalémě požádají ve Valném shromáždění OSN o jednostranné uznání svého státu.[54]
- Sídlo estonského ministerstva obrany v Tallinnu bylo napadeno ozbrojeným mužem. Budova musela být evakuována, ale útočník si vzal rukojmí. Ti byli při zásahu policie zachráněni a útočník spáchal sebevraždu. Při útoku byly použity i výbušniny.[55]
- Polsko přiznalo, že poskytlo Bělorusku bankovní údaje o účtech 17 běloruských občanů včetně vězněného disidenta Alese Bjaljackého a dalších odpůrců tamního režimu. Podle mluvčího ministerstva zahraničí Marcina Bosackého běloruské úřady "zneužily mezinárodní smluvní systém o finančních převodech k postihu disidentů".[56]

12. srpna – pátek
- Zpěvačka Hana Hegerová oznámila ukončení své pěvecké kariéry.[57]
- Ruský prezident Dmitrij Medveděv podepsal nařízení, kterým vstupují v platnost sankce proti Libyi schválené Radou bezpečnosti OSN. Tím bylo zakázáno libyjským letadlům vstupovat do ruského vzdušného prostoru a ruskému námořnictvu bylo umožněno provádět kontroly lodí mířících do Libye nebo z ní připlouvajících. Zákaz se netýká strojů s humanitární pomocí a případů nouzového přistání.[58]
- Americká meziplanetární sonda Dawn obíhající kolem planetky Vesta začala zpracovávat data získaná z jejího povrchu.[59]
- Na trati Varšava – Katowice, nedaleko města Piotrków Trybunalski, vykolejil vlak. Jeden člověk zemřel a dalších 56 utrpělo zranění.[60][nedostupný zdroj]
- Druhý největší čínský výrobce vlaků China CNR stáhne z bezpečnostních důvodů z provozu 54 rychlovlaků užívaných na nové vysokorychlostní železnici spojující Peking a Šanghaj. Jde o reakci na tragickou srážku dvou vysokorychlostních souprav konkurenční společnosti China South Locomotive na nádraží ve městě Wen-čou.[61]

13. srpna – sobota
- V USA zemřel ve věku 81 let Ctirad Mašín.[62][nedostupný zdroj][63][64][65][66][67]

16. srpna – úterý
- V Lublani zemřel ve věku 67 let bývalý slovinský premiér Andrej Bajuk.[68]
- Rusko představilo veřejnosti na mezinárodní letecké výstavě MAKS v Žukovském u Moskvy nový bojový letoun páté generace Suchoj T-50. Stroj je obtížně zjistitelný radary a je vyvíjen společně s Indií. Do řadové služby by měl být zařazen v letech 2014 nebo 2015.[69]

23. srpna – úterý
- Osobní automobil Škoda Octavia vycházející z modelu RS překonal na solné pláni Bonneville v americkém Utahu rychlostní rekord sériově vyráběného osobního automobilu s přeplňovaným dvoulitrovým motorem s výkonem přibližně 600 koní. Hodnota rekordu činí 365 km/h.[70]
- Libyjští povstalci pronikli do komplexu vůdce Muammara Kaddáfího v Tripolisu. Obránci sídla přestali klást odpor a rebelové později prohlásili komplex za dobytý, ale plukovníka Kaddáfího se jim nepodařilo zadržet.[71]
- V indické části Kašmíru bylo nalezeno přes 2156 těl v 38 hrobech. Podle úřadů měli být zabiti místním separatistickým hnutím.[72]

24. srpna – středa
- V americkém Clevelandu byl pohřben český protikomunistický odbojář Ctirad Mašín. Spolu se svým bratrem Josefem byl vyznamenán ministrem obrany ČR Alexandrem Vondrou nejvyšším českým vojenským vyznamenáním Zlatá lípa.[73]
- Vláda schválila daňovou reformu ministra financí Miroslava Kalouska.[74]
- Plzeňští fotbalisté zvítězili v odvetě 4. předkola Ligy mistrů 2:1 nad F.C. København a po výhře z prvního utkání v poměru 3:1 postoupili do hlavní fáze této soutěže.[75]
- Ratingová agentura Standard & Poor’s zvýšila České republice ratingové hodnocení na AA.[76]
- Ruský prezident Medveděv se setkal na vojenské základně nedaleko města Ulan-Ude se severokorejským vůdcem Kim Čong-ilem. Ten na setkání oznámil, že jeho země je připravena pozastavit výrobu jaderných materiálů i jaderné zkoušky.[77]

25. srpna – čtvrtek
- Dosavadní šéf technologické firmy Apple Steve Jobs rezignoval na svoji funkci ze zdravotních důvodů. V pozici ho nahradil Tim Cook.[78]

26. srpna – pátek
- Na severu Slovinska se srazil osobní a nákladní vlak: zraněno bylo 32 osob, z toho osm těžce.[79]
- K pumového atentátu na budovu OSN došlo v nigerijském hlavním městě Abudži. Útok si podle následujících zpráv vyžádal nejméně 25 mrtvých, desítky zraněných a bylo vážně poškozeno přízemí stavby.[80]

27. srpna – sobota
- Východní pobřeží Spojených států dnes zasáhl hurikán Irene. Úřady ho srovnávají s ničivou Katrinou a dvěma miliónům lidí již bylo nařízeno, aby opustili své domovy. Na 200 000 lidí je již bez elektřiny.[81]

28. srpna – neděle
- V Brazilském Riu de Janeiru došlo k tragické nehodě historické tramvaje ve čtvrti Santa Teresa. Tramvaji nejspíše přestali fungovat brzdy a v zatáčce vykolejila. Zemřelo 5 lidí a dalších 57 bylo zraněno.[82]

29. srpna – pondělí
- Evropská unie uvalila embargo na dovoz ropy a výrobků z ropy ze Sýrie. Chce tak zvýšit tlak na režim v Damašku, který brutálně potlačuje protivládní protesty.[83]
- Česká republika uznala libyjskou Přechodnou národní radu za jediného politického zástupce Libye.[84]
- Demokratická strana Japonska zvolila svým předsedou Jošihika Nodu, který se má rovněž stát premiérem země.[85]
- Estonský parlament znovuzvolil prezidentem Toomase Hendrika Ilvese. Ten svůj post uhájil s 73 hlasy proti 25 hlasům, které obdržel jeho protikandidát Indrek Tarand. 3 hlasy byly neplatné.[86]

30. srpna – úterý
- Největší ruská ropná společnost Rosněfť v Soči podepsala s největším americkým producentem ropy, společností ExxonMobil, dohodu o strategické spolupráci. Obě společnosti budou společně rozvíjet naleziště ropy v arktické části Ruska a Rosněfť zároveň získá přístup k těžbě ropy v Mexickém zálivu.[87]
- Čína si naplánovala, že během deseti let obrátí vody z povodí nejdelší eurasijské řeky Jang-c’-ťiang k Pekingu. V rámci tohoto projektu mají být přesídleny 3 miliony lidí.[88]

31. srpna – středa
- Jako důsledek vystoupení strany Zares z Pahorovy vládní koalice odstoupil z funkce předsedy Státního shromáždění Republiky Slovinsko Pavel Gantar.[89]